# Luminaria fluorescente

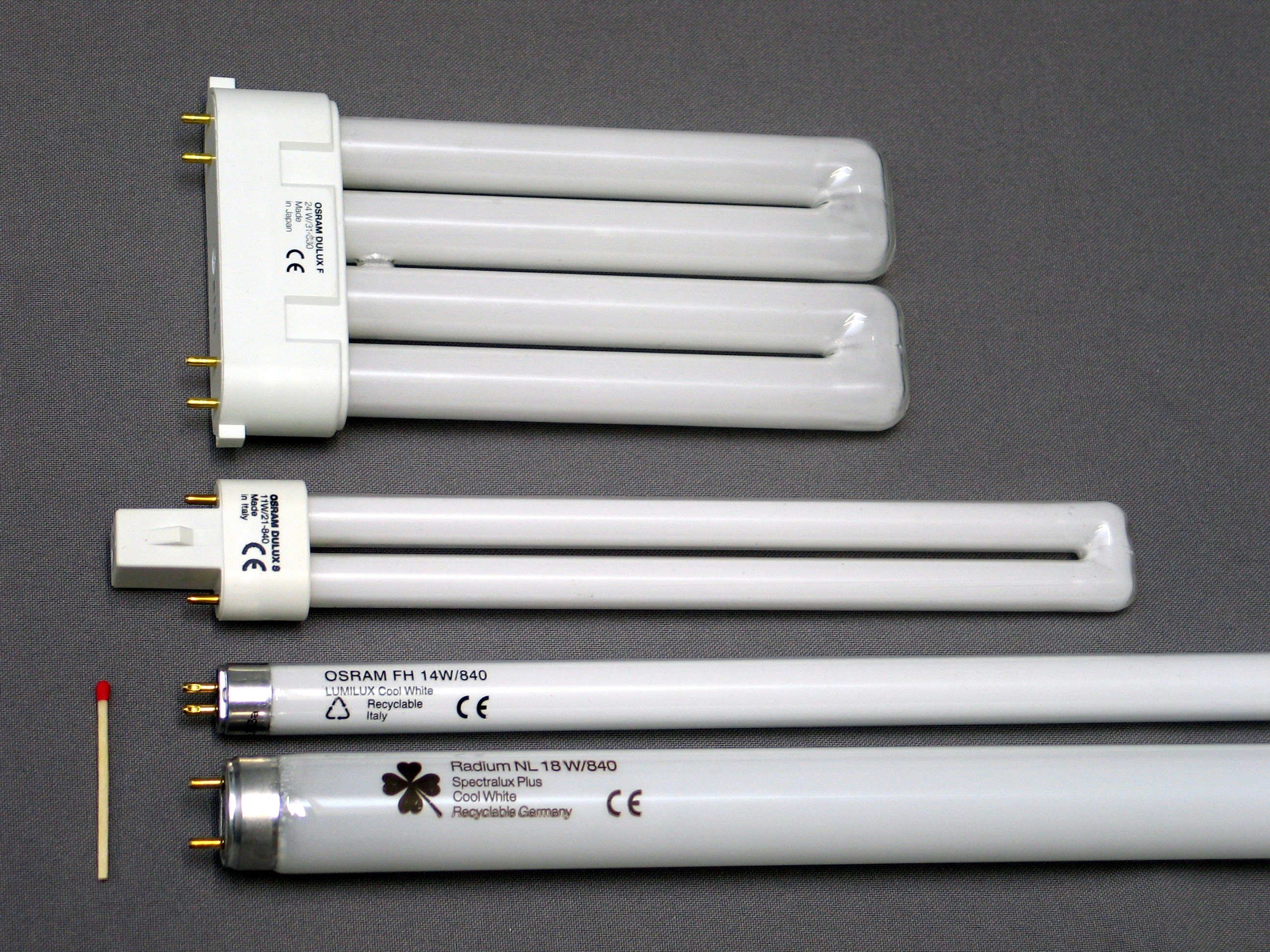
Tubos fluorescentes de diferentes medidas.

Se conoce por luminaria fluorescente al conjunto que forman una lámpara, denominada tubo fluorescente, y una armadura, que contiene los accesorios necesarios para el funcionamiento. En ciertos lugares se conoce como luminaria solamente a la lámpara. La lámpara es de descarga de vapor de mercurio a baja presión y se utiliza normalmente para la iluminación doméstica o industrial. Su ventaja frente a otro tipo de lámparas, como las incandescentes, es su eficiencia energética.
La lámpara consiste en un tubo de vidrio fino revestido interiormente con diversas sustancias químicas compuestas llamadas fósforos, aunque generalmente no contienen el elemento químico fósforo y no deben confundirse con él. Esos compuestos químicos emiten luz visible al recibir una radiación ultravioleta. El tubo contiene además una pequeña cantidad de vapor de mercurio y un gas inerte, habitualmente argón o neón, a una presión más baja que la presión atmosférica. En cada extremo del tubo se encuentra un filamento hecho de wolframio, que al calentarse al rojo contribuye a la ionización de los gases.
Actualmente, en la Unión Europea, debido a la generalización de la iluminación led, mucho más eficiente, el uso de la iluminación fluorescente ha quedado relegado a instalaciones antiguas o a entornos muy específicos. 

## Historia
El más antiguo antecedente de la iluminación fluorescente posiblemente sea el experimento realizado y descrito en 1707 por Francis Hauksbee, que generó por ionización electrostática del vapor de mercurio una luz azulada que alcanzaba para leer un escrito. Posteriormente el físico alemán Heinrich Geissler construyó en 1856 un dispositivo mediante el cual obtuvo una luz de brillo azulado a partir de un gas enrarecido encerrado en un tubo y excitado con una descarga eléctrica. Debido a su forma, este dispositivo pasó a llamarse «tubo de Geissler». En la Feria Mundial de 1893 fueron mostrados dispositivos fluorescentes desarrollados por Nikola Tesla.
En 1891, el inventor estadounidense Daniel McFarlane Moore, colaborador de Tesla, comenzó a realizar experimentos con tubos de descarga gaseosa. Creó así en 1894 la «lámpara Moore», que se trataba de una lámpara comercial que competía con las bombillas de luz incandescentes inventadas por su antiguo jefe Thomas Alva Edison. Estas lámparas, que contenían nitrógeno y dióxido de carbono, emitían luz blanca y rosada respectivamente, y tuvieron un éxito moderado. En 1904, las primeras de estas lámparas se instalaron en unos almacenes de la ciudad estadounidense de Newark. Como las labores de instalación, mantenimiento y reparación de estas lámparas eran dificultosas, no tuvieron éxito.
En 1901, Peter Cooper Hewitt mostró su lámpara de vapor de mercurio, la cual emitía luz de coloración verde-azulada, que era impropia para la mayoría de los usos prácticos. Sin embargo, su diseño estaba muy cerca del de las lámparas actuales, además de tener mayor eficiencia que sus similares incandescentes.
En 1926, Edmund Germer, Friedrich Meyer y Hans Spanner propusieron incrementar la presión del gas dentro del tubo y recubrirlo internamente con un polvo fluorescente que absorbiera la radiación ultravioleta emitida por un gas en estado de plasma, y la convirtiera en una luz blanca más uniforme. La idea fue patentada al año siguiente y posteriormente la patente fue adquirida por la empresa estadounidense General Electric y bajo la dirección de George E. Inman la puso a punto para su uso comercial en 1938. Los conocidos tubos rectos y de encendido por precalentamiento se mostraron por primera vez al público en la Feria Mundial de New York en el año 1939. Desde entonces, los principios de funcionamiento se han mantenido inalterados, salvo las tecnologías de manufactura y materias primas usadas, lo que ha redundado en la disminución de precios y ha contribuido a popularizar estas lámparas en todo el mundo.

## Funcionamiento

Instalación de un fluorescente utilizando un interruptor de arranque automático. A: tubo fluorescente, B: Entrada de 220 voltios, C: cebadores, D: Termostato bimetálico, E: Condensador, F: Filamentos, G: Reactancia inductiva

### Con cebador y reactancia
Es un sistema de funcionamiento que va cayendo en desuso desde la aparición de dispositivos electrónicos que hacen la misma función de mejor manera y con menor consumo de energía. Se describe, de todos modos, porque todavía existen muchas luminarias de este tipo y seguirán existiendo durante bastante tiempo, aunque ahora raramente se instalan nuevas. La Unión Europea, promoviendo el ahorro energético, exige que los balastos de estas luminarias sean cada día más eficientes, y eso solo se puede lograr con balastos electrónicos. El Reglamento (CE) N°245/2009 de la comisión del 18 de marzo de 2009 preveía la prohibición total de este tipo de balastos, e incluso de alguno electrónico de los menos eficientes, a partir de 2017, pero en el reglamento 347/2010 ha limitado dicha previsión a la prohibición de los modelos menos eficientes.
En la figura de arriba se distinguen, aparte de la propia lámpara, dos elementos fundamentales: el «cebador» (también llamado «arrancador» o «partidor») y la «reactancia» o «balasto», que proporciona reactancia inductiva. En algunos países de habla española se emplean aún sus sinónimos ingleses starter y ballast. 
El cebador, partidor o arrancador está formado por una pequeña ampolla de cristal que contiene gases a baja presión (neón, argón y gas de mercurio) y en cuyo interior se halla un contacto formado por una lámina bimetálica doblada en "U". En paralelo con este contacto hay un condensador destinado al doble efecto de actuar de amortiguador de chispa o apagachispas, y de absorber la radiación de radiofrecuencias que pudiesen interferir con receptores de radio, TV o comunicaciones. La presencia de este condensador no es imprescindible para el funcionamiento del tubo fluorescente, pero ayuda bastante a aumentar la vida útil del contacto del par bimetálico cuando se le somete a trabajar con altas corrientes y altas tensiones. Tanto el cebador como la luminaria acortan su vida útil cuanto más veces se la enciende, por esta razón se recomienda usar la iluminación fluorescente en regímenes continuos y no como iluminación intermitente.
El elemento que provee reactancia inductiva se llama «balasto» o «balastro», aunque en algunos países se lo denomina incorrectamente «reactancia», que en realidad es el nombre de la magnitud eléctrica que provee, no del elemento. Técnicamente es un reactor que está constituido por una bobina de alambre de cobre esmaltado, enrollada sobre un núcleo de chapas de hierro o de acero eléctrico. El término balasto no debe ser confundido con su homónimo, el material usado en la construcción de vías de ferrocarril.
Al aplicar la tensión de alimentación, los gases contenidos en la ampolla del cebador se ionizan, con lo que aumenta su temperatura lo suficiente para que la lámina bimetálica se deforme, haga contacto cerrando el circuito, lo que hará que los filamentos de los extremos del tubo se calienten al rojo vivo, y esto comienza la ionización de los gases en la proximidad de los filamentos. Al cerrarse el contacto el cebador se apaga y sus gases vuelven a enfriarse, por lo que un par de segundos después el contacto se abre nuevamente. Esta apertura trae como consecuencia que el campo magnético creado en la reactancia inductiva desaparezca bruscamente, lo que trae como consecuencia, de acuerdo con la ley de inducción de Faraday, la generación de un pico de alta tensión (autoinducción) que termina de ionizar los gases. Se forma plasma conductor dentro de todo el tubo fluorescente y, por lo tanto, lo atraviesa una corriente de electrones que interactúa con los átomos de Hg, Ar y Ne, excitándolos, los que emitirán luz al desexcitarse, principalmente en la región del ultravioleta (UV).
La diferencia de potencial aplicada a los filamentos y al tubo es pulsante, porque la tensión eléctrica que alimenta el circuito es corriente alterna de 50 Hz (en Europa,...) o de 60 Hz (en USA, Japón,...). Los filamentos poseen inercia térmica, pero el plasma no, lo que produce un veloz parpadeo en la luz emitida, que puede molestar a algunas personas, producir dolor de cabeza y hasta convulsiones a quienes sufren de epilepsia. Este fenómeno se minimiza al disponer los tubos en grupos, alimentados cada tubo desde fases distintas y con rejillas de dispersión estroboscópica. Este efecto se elimina con los modernos balastos electrónicos.
Los filamentos, al calentarse, desprenden electrones que, junto con el pico de autoinducción, ionizan los gases que llenan el tubo; se forma así un plasma que conduce la electricidad. Este plasma excita los átomos del vapor de mercurio que, al desexcitarse, emiten luz visible y ultravioleta. Estos filamentos están recubiertos por una especie de polvo llamado TRIPLECARBONATO, este se utiliza para promover el salto de electrones entre el cátodo y el ánodo y cada vez que se energiza el tubo fluorescente se desprende una pequeña cantidad del filamento, que va formando la mancha negra que se aprecia en los fluorescentes cuando están cerca de cumplir su vida útil, una vez que se ha agotado el triplecarbonato en los filamentos, no hay forma de que se dé el salto de electrones y por tanto el tubo fluorescente deja de funcionar, a pesar de que todas las demás partes del tubo estén en perfecto estado. Por eso no se recomienda el uso de esta tecnología en lugares donde se enciende y apagan constantemente.
El revestimiento interior de la lámpara tiene la función de filtrar y convertir la luz ultravioleta en visible. La coloración de la luz emitida por la lámpara depende del material de ese recubrimiento interno. El material del tubo, vidrio común, contribuye a reducir la luz UV que pudiera escapar fuera de la luminaria.
Las lámparas fluorescentes son dispositivos con pendiente negativa de su resistencia eléctrica, respecto de la tensión eléctrica. Esto significa que cuanto mayor sea la corriente que las atraviesa, mayor es el grado de ionización del gas y, por tanto, menor la resistencia que opone al paso de dicha corriente. Así, si se conecta directamente la lámpara a una fuente de tensión prácticamente constante, como la suministrada por la red eléctrica, la intensidad tenderá a valores muy elevados, y la lámpara se destruirá en pocos segundos. Para evitar esto, siempre se la conecta a través de un elemento limitador de corriente para mantenerla dentro de sus límites de trabajo. Este elemento limitador, en el caso de la instalación de la Figura 1, es el balasto que provee reluctancia inductiva, la que absorberá la diferencia entre la tensión de alimentación y la tensión de trabajo del tubo.
Finalmente, la disminución de la resistencia interna del tubo una vez encendido, hace que la tensión entre los terminales del cebador sea insuficiente para ionizar el gas contenido en su ampolla y por tanto el contacto metálico queda inactivo cuando el tubo está encendido. 
Hasta cerca de 1975 coexistieron en Argentina la alimentación eléctrica a domicilios mediante corriente alterna y corriente continua, ambas de 220 voltios. Debido a esto, en este país se inventó cerca de 1950 un tipo de balasto para corriente continua que aprovechaba la resistencia negativa de los gases ionizados de la luminaria para generar una oscilación por relajación de una frecuencia de algunos kHz. El efecto de cebador o arrancador se lograba con un ruidoso sistema de contactos vibratorios que se detenían en cuanto el tubo encendía. Tenía como inconveniente que cada tanto debía invertirse la polaridad para que el desgaste de la luminaria fuera el mismo en ambos filamentos.

#### Compensación en lámparas fluorescentes
El conjunto tubo fluorescente-balasto-cebador posee elementos reactivos (bobina y condensadores) que consumen y ceden potencia reactiva respectivamente (la bobina la consume los condensadores la ceden). A menudo se intercala entre los terminales de entrada un condensador que tiene la finalidad de permitir que el factor de potencia del dispositivo sea cercano a 1. A este tipo de compensación se le denomina «compensación en paralelo» debido a este arreglo.
El siguiente cálculo permite saber el valor (en pico o nanofaradios) del condensador que hay que intercalar, ya que si es colocado uno de valor mayor al necesario, aumentará la corriente y su consumo, por lo que es importante encontrar el idóneo.
{\displaystyle C={\frac {P(\tan {\varphi _{i}}-\tan {\varphi _{f}})}{2\pi fV^{2}}}}

donde:
- {\displaystyle C} es la capacitancia del condensador.
- {\displaystyle P} es la potencia activa absorbida por el conjunto.
- {\displaystyle \varphi _{i}} es el ángulo cuyo coseno es el factor de potencia inicial, antes de la compensación.
- {\displaystyle \varphi _{f}} es el ángulo cuyo coseno es el factor de potencia final, después de la compensación.
- {\displaystyle V} es la tensión de entrada.
- {\displaystyle f} es la frecuencia en hercios de la tensión de entrada.

Ejemplo: Si un tubo es de 18 W, con f = 50 Hz, V = 230 V (CA) y con factores de potencia final de 0,85 e inicial de 0,226, el condensador a usar debe ser de 4 μF (microfaradios).

### Con balasto electrónico
Existe actualmente otro tipo de balasto o reactor, el balasto electrónico, que consta de un circuito electrónico y una pequeña bobina con núcleo de ferrita. Este balasto, a diferencia del balasto inductivo, se conecta al fluorescente sin cebador y logra arranques instantáneos de la lámpara y sin parpadeos apreciables, o en otros modelos, arranques de una manera más suave. En realidad, no se trata de un reactor en el sentido estricto del término, sino de un circuito electrónico con semiconductores que genera:
- dos bajas tensiones para encender los filamentos de los extremos.
- una alta tensión de alta frecuencia (decenas de kHz) aplicada entre los extremos.

Ambos procesos suman sus efectos para ionizar los gases y así producir el plasma conductor que generará la radiación UV. Por regla general, los tubos que emplean el balasto electrónico tienen un rendimiento lumínico notablemente superior, y una vida media mucho más larga que los que usan el inductivo. 
Sus conexiones son muy sencillas:
- El cable de fase y el neutro se conectan ambos directamente a las dos entradas del balasto.
- En este balasto hay dos pares de salidas, y cada par debe conectarse a cada extremo (filamento) de la lámpara.

Como se dijo al principio, el "fósforo" que se menciona en el dibujo siguiente no es el elemento químico llamado así, sino una sustancia química compuesta, que usualmente no contiene fósforo.

### Encendido
Las lámparas fluorescentes necesitan de unos momentos de calentamiento antes de alcanzar su flujo luminoso normal, por lo que es aconsejable utilizarlas en lugares donde no se están encendiendo y apagando continuamente (como pasillos y escaleras). Por otro lado, como se ha dicho, los encendidos y apagados constantes acortan notablemente su vida útil.
La condición de la vida útil de la lámpara fluorescentes puede variar según su uso y las condiciones ambientales en que se encuentra, y puede establecerse entre 5000 y 10 000 horas.
Con el balasto o reactancia electrónica antes nombrado, sustituyendo a la reactancia tradicional y al cebador, el encendido del tubo es instantáneo alargando de esta manera la vida útil. De todos modos, siempre tarda un tiempo en llegar a su luminosidad normal.

## Propiedades
- Luminosidad: las lámparas fluorescentes tienen un rendimiento luminoso que puede estimarse entre 50 y 90 lm/W (lúmenes por vatio). La luminosidad de la lámpara depende no solamente del revestimiento luminescente, sino de la superficie emisora, de modo que al variar la potencia varía el tamaño, por ejemplo, la de 18 W mide unos 60 cm, la de 36 W, 1,20 m, y la de 54 W 1,80 m.

- Vida útil: es también mucho mayor que la de las lámparas de incandescencia, pudiendo variar con facilidad entre 5000 h y más de 75 000 h (entre 5 y 75 veces más que una bombilla), lo que depende de diversos factores, tales como el tipo de lámpara fluorescente o el equipo de la luminaria que se utilice con ella.

- Color: hay en el mercado distintos modelos con diferentes temperaturas de color. Esta está comprendida generalmente entre los 3000 K y los 6500 K (del blanco frío a luz día cálido). Sin embargo, en la actualidad se pueden conseguir tubos con una amplia gama de temperatura de color, lo que permite encontrar con relativa facilidad modelos que van desde los 2700 K hasta los 10 000 K, recomendándose la elección en función del uso y de la iluminancia que vaya a instalarse. Las lámparas de temperatura de color alta (p.e. el color blanco 5000 K) se recomiendan cuando se necesite una buena reproducción del color o con iluminancias altas; por el contrario, con iluminancias bajas o cuando se busquen coloraciones cálidas, se elegirá una temperatura de color baja.

## Ventajas

### Consumo de energía
La gran ventaja de este tipo de lámparas es su, relativamente, reducido consumo de energía, pues tienen un rendimiento entre 50 y 80 lm/W (lúmenes por vatio de potencia), frente a las lámparas tradicionales de incandescencia (entre 10 y 15 lm/W), que su consumo es mayor e, incluso, frente a otros tipos de lámpara, excepto los más recientes. Eso ha llevado a un uso muy extenso, especialmente en edificios de uso público, pero en el consumo interviene no solo la propia lámpara, sino también la luminaria y el sistema de encendido. Cualquier balasto de reactancia y cebador consume más que su semejante de tipo electrónico, de modo que existen posibilidades de ahorro energético solo con cambiar el balasto por uno más moderno, cambio que además elimina otros inconvenientes como el parpadeo y el encendido diferido.

### Parpadeo
Las lámparas fluorescentes, con el sistema de encendido de reactancia y cebador, no dan una luz continua, sino que muestran un parpadeo que depende de la frecuencia de la corriente alterna aplicada. Esto no se nota mucho a simple vista, pero una exposición continua a esta luz puede dar dolor de cabeza. El efecto es el mismo que si se configura un monitor de ordenador a 52 Hz.
Este parpadeo puede causar el efecto estroboscópico, de forma que un objeto que gire a cierta velocidad podría verse estático bajo una luz fluorescente. Por tanto, en algunos lugares (como talleres con maquinaria) podría no ser recomendable esta luz.
El parpadeo, aunque poco perceptible, puede afectar notablemente la salud de algunas personas con algunos tipos migrañas, epilepsia y, en algunos casos, su efecto es tan devastador para la salud que hay quienes quedan excluidos completamente de algunos ámbitos públicos (bibliotecas, trabajo, deportes, etc.) en los que suelen utilizarse este tipo de iluminación.
El parpadeo también causa problemas con las cámaras de vídeo, ya que la frecuencia a la que lee la imagen del sensor puede coincidir con las fluctuaciones (oscilaciones) en intensidad de la lámpara fluorescente.
No obstante, con un balasto electrónico no existe tal problema, pues este dispositivo convierte la frecuencia de la corriente de 50 o 60 Hz a 20 kHz y no se nota el parpadeo más que en una lámpara incandescente normal.

### Vida útil
La vida útil de las lámparas fluorescentes se reduce notablemente si se encienden y se apagan frecuentemente, ya que la acción de encender les cuesta mucho más trabajo que mantenerse encendidas.
Las lámparas fluorescentes con balasto antiguo no pueden conectarse a un atenuador normal o dimmer (un regulador para controlar el brillo). Hay lámparas especiales (de 4 contactos) y controladores especiales que permiten usar un interruptor con regulador de intensidad.
Desde mediados de la década de los 80, hay una solución para evitar estos inconvenientes, que es el balasto electrónico, que ha cobrado gran importancia a partir de mediados de los 90. En este sistema se hace funcionar al tubo de la misma manera que en la forma tradicional pero esta vez en una frecuencia de más de 20 kHz con lo que se evita completamente el efecto estroboscópico, logra que el parpadeo sea invisible para el ojo humano (y a su vez que las cámaras de vídeo difícilmente logren captarlo), y que desaparezcan ruidos por trabajar por encima del espectro audible. En definitiva se obtiene una mejora del 10% en el rendimiento de la lámpara, un menor consumo, menor calor disipado, silencio absoluto de la reactancia y mayor vida útil a los tubos.[cita requerida]
Su longitud de onda antes de ser capturada por el fósforo es de aproximadamente 250 a 370 nm (nanómetros), dentro del espectro UV.

### Desventajas
Se debe tener en cuenta que este tipo de lámparas (fluorescentes) son consideradas residuos peligrosos debido a su contenido de vapor de mercurio que produce envenenamiento por mercurio, por lo cual se deben desechar adecuadamente para evitar efectos ambientales negativos. Normalmente, en Europa, hay puntos de recogida en la mayoría de los supermercados, y es muy importante depositarlas sin romperlas, porque lo más peligroso es su contenido de vapor de mercurio. El vapor induce envenenamiento por mercurio cuando se inhala.